# Notozomus ker
Notozomus ker är en spindeldjursart som beskrevs av Harvey 1992. Notozomus ker ingår i släktet Notozomus och familjen Hubbardiidae. Inga underarter finns listade i Catalogue of Life.